# 切特法爾瓦
48°7′34″N 22°47′39″E / 48.12611°N 22.79417°E
切特法爾瓦（匈牙利語：Csetfalva），是烏克蘭的村落，隸屬外喀爾巴阡州的貝雷霍韋區，並處於與匈牙利的邊界。該村始建於1260年，面積1.26平方公里，2001年人口755，人口密度每平方公里599.21人。